# 潮溼的餅乾
潮溼的餅乾，都市性傳說中的一種男性自慰遊戲。在遊戲中，參與者圍著餅乾站成一圈開始自慰，直到精液射到餅乾上面，最后完成的人必須把餅乾連帶精液一起吃了。這個遊戲起源于19世紀60年代的澳大利亞，游玩者多为青年，而在澳大利亚，它也被称为“潮湿的SAO” ，是以在当地流行的“SAO饼干”命名的。
遊戲名字可能會有些少變化，但是遊戲主題并沒有改變，在通俗文化中也會提及到。
例如，英國演員史蒂芬·弗萊（Stephen Fry）的小說《說謊者》（The Liar）、德國電影《瘋狂》、美國創作歌手阿達姆·格林（Adam Green）的歌曲“Mozzarella Swastikas”以及美國樂隊Skinless的歌曲“Scum Cookie”。另外，英國電視劇《皮囊》（Skins）的2009年季度、英國情景劇《Horne & Corden》的第二季度第一集、美國網劇《Dorm Life》的2007年季度和英國說唱歌手B計劃（Plan B）的曲目“Sick 2 Def ”中也有提及。